# Dolní Těrlicko
Dolní Těrlicko (pol.: Cierlicko Dolne německy Nieder Tierlitzko) je velká vesnice, část obce Těrlicko v okrese Karviná. Nachází se asi 2 km na severovýchod od Těrlicka. V roce 2009 zde bylo evidováno 341 adres. V roce 2001 zde trvale žilo 407 obyvatel.
Dolní Těrlicko je také název katastrálního území o rozloze 5,02 km2.